# 拉克梅冈蒂克
拉克梅冈蒂克（法語：Lac-Mégantic）是加拿大魁北克的一個城鎮。該城鎮座落於同名湖泊畔。2011年加拿大人口普查得出拉克梅冈蒂克人口為5926人。
2013年7月6日當地時間約凌晨1時15分，一列無人駕駛列車於市中心出軌，造成嚴重火災及爆炸。市中心超過30座建築物被夷為平地。

## 友好城市
- 法國 杜尔当